# Koolie
Koolie 
(também conhecida como Koolie Australiano ou pelo nome incorreto histórico "Koolie Alemão") é uma raça de cães de pastoreio proveniente da Austrália. 
A origem do koolie data do século XIX, quando colonizadores britânicos levaram para a Austrália o collie, principalmente o collie azul ou collie preto e castanho, e com o cruzamentos destas variantes do collie, a merle do australiano definiu-se, juntamente com as suas características físicas: sua capacidade de trabalhar, animais silenciosos e funcionais. Seu tamanho e aparência variam conforme cada região, mas no geral é de tamanho médio, e a sua longevidade média é de aproximadamente 15 anos.

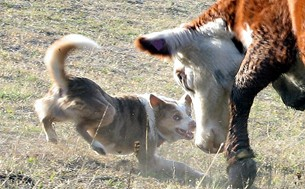
Koolie de merle vermelho em ação com bovino